# Cosoryx
Cosoryx és un gènere extint d'antilocàprids que visqueren durant el Miocè als Estats Units, Mèxic i, possiblement, el Japó. Basant-se en la forma del premaxil·lar, es creu que era un animal pasturador.